# 32 Близнецов
32 Близнецов (лат. 32 Geminorum, HD 48843) — одиночная, предположительно переменная звезда в созвездии Близнецов на расстоянии приблизительно 3372 световых лет (около 1034 парсеков) от Солнца. Видимая звёздная величина звезды — +6,47m.

## Характеристики
32 Близнецов — белая звезда спектрального класса A9II-III. Радиус — около 28,23 солнечных. Эффективная температура — около 8172 К.